# Verlag Karl Nitzsche
Der Verlag Karl Nitzsche war ein Kinderbuchverlag in Niederwiesa bei Chemnitz von 1953 bis  etwa 1990.

## Geschichte
Etwa 1953 wurde der Verlag Karl Nitzsche gegründet. 1954 erschienen die ersten Kinderbücher. In dem Familienunternehmen wirkten auch Gisela und Peter Nitzsche als Gestalter von Kinderbüchern mit. 1974 wurde der Verlag an den Kinderbuchverlag Berlin angeschlossen. Es wurden dort aber weiter jährlich etwa 7 bis 8 Titel bis 1990 herausgegeben.
Wahrscheinlich 1991 wurde der Verlag Karl Nitzsche offiziell aufgelöst.